# Christophe Kern
Christophe Kern (Wissembourg, 18 januari 1981) is een Frans voormalig beroepswielrenner.

## Belangrijkste overwinningen
2002
- Luik-Bastenaken-Luik (U23)

2003
- GP Rudy Dhaenens

2004
- 6e etappe Ronde van de Toekomst

2010
- Turkish Beautiesklassement Ronde van Turkije

2011
- Frans kampioen tijdrijden, Elite
- 5e etappe Critérium du Dauphiné

## Resultaten in voornaamste wedstrijden
| Jaar | Ronde van Italië | Ronde van Frankrijk | Ronde van Spanje |
| ---- | ---------------- | ------------------- | ---------------- |
| 2005 | opgave           |                     | opgave           |
| 2006 |                  |                     | opgave           |
| 2007 | 114e             |                     | 84e              |
| 2008 |                  |                     | 112e             |
| 2009 |                  | 75e                 |                  |
| 2010 |                  | 97e                 |                  |
| 2011 |                  | opgave              |                  |
| 2012 |                  | 83e                 |                  |

| Jaar | Amstel Gold Race | Luik-Bast.‑Luik | Parijs-Tours | Parijs-Brussel |  | WK op de weg |  | Wereldranglijsten |
| ---- | ---------------- | --------------- | ------------ | -------------- |  | ------------ |  | ----------------- |
| 2005 |                  |                 | 56e          |                |  | 119e         |  |                   |
| 2006 |                  |                 |              |                |  |              |  |                   |
| 2007 | 100e             |                 | 132e         |                |  |              |  | 166e (UPT)        |
| 2008 |                  |                 |              |                |  |              |  |                   |
| 2009 | 81e              | 81e             |              | 125e           |  |              |  | 167e (UWK)        |
| 2010 |                  |                 |              |                |  |              |  |                   |
| 2011 |                  |                 |              |                |  |              |  |                   |
| 2012 |                  |                 |              |                |  |              |  |                   |